# Child Abduction Rapid Deployment

Siegel des FBI

Das Child Abduction Rapid Deployment (CARD, deutsch etwa: „Schneller Einsatz bei Kindesentführung“) ist eine 2005 ins Leben gerufene Abteilung der US-Bundesermittlungsbehörde FBI, die für die schnelle Aufklärung von Kindesentführungen zuständig ist.

## Auftrag
Das CARD-Team ist zuständig für die Aufklärung von Kindesentführungen und unterstützt die nationalen und lokalen Ermittlungsbehörden investigativ und technisch. Es hat über 60 speziell ausgebildete Mitarbeiter, die fünf Gruppen für die Regionen Nordosten, Südosten, „North Central“, „South Central“ und Westen bilden. Es besteht eine enge Zusammenarbeit mit Verhaltensanalysten des National Center for the Analysis of Violent Crime, das Täterprofile erstellt, und Mitarbeitern der „Child Exploitation Task Force“ (etwa „Task Force gegen Kindesausbeutung“). Sie kommen zum Einsatz, sobald ein Kind verschwunden ist, unabhängig davon, ob eine Lösegeldforderung vorliegt.